# 莫拉尔港
莫拉尔港，是西班牙安达卢西亚自治区韦尔瓦省的一个市镇。总面积20平方公里，总人口254人（2001年），人口密度13人/平方公里。